# Junya Koga
Junya Koga (Japans: 古賀 淳也, Koga Junya) (Kumagaya (Saitama), 19 juli 1987) is een Japanse zwemmer.

## Zwemcarrière
Bij zijn internationale debuut, op de Aziatische Spelen 2006 in Doha, sleepte Koga de gouden medaille in de wacht op de 50 meter rugslag.
Op de wereldkampioenschappen zwemmen 2007 in Melbourne, eindigde de Japanner als zevende op de 50 meter rugslag. 
Tijdens de wereldkampioenschappen zwemmen 2009 in Rome veroverde Koga de wereldtitel op de 100 meter rugslag en de zilveren medaille op de 50 meter rugslag, samen met Ryo Tateishi, Takuro Fujii en Ranmaru Harada eindigde hij als zevende op de 4x100 meter wisselslag.
In Irvine nam de Japanner deel aan de Pan Pacific kampioenschappen zwemmen 2010. Op dit toernooi behaalde hij de gouden medaille op de 50 meter rugslag en de zilveren medaille op de 100 meter rugslag. Op de 4x100 meter wisselslag legde hij samen met Kosuke Kitajima, Masayuki Kishida en Takuro Fujii beslag op de zilveren medaille. Op de Aziatische Spelen 2010 in Guangzhou sleepte Koga de gouden medaille op de 50 meter rugslag en de zilveren medaille op de 100 meter rugslag in de wacht.
Tijdens de wereldkampioenschappen zwemmen 2011 in Shanghai strandde de Japanner in de halve finales van zowel de 50 als de 100 meter rugslag.

## Internationale toernooien
| Jaar | Olympische Spelen | WK langebaan                                       | WK kortebaan  | PanPacs                                        | Aziatische Spelen          |
| ---- | ----------------- | -------------------------------------------------- | ------------- | ---------------------------------------------- | -------------------------- |
| 2006 |                   |                                                    | geen deelname | geen deelname                                  | 50m rugslag                |
| 2007 |                   | 7e 50m rugslag                                     |               |                                                |                            |
| 2008 | geen deelname     |                                                    | geen deelname |                                                |                            |
| 2009 |                   | 50m rugslag · 100m rugslag · 7e 4x100 m wisselslag |               |                                                |                            |
| 2010 |                   |                                                    | geen deelname | 50m rugslag · 100m rugslag · 4x100m wisselslag | 50m rugslag · 100m rugslag |
| 2011 |                   | 9e 50m rugslag 14e 100m rugslag                    |               |                                                |                            |

## Persoonlijke records
Bijgewerkt tot en met 15 november 2009

### Kortebaan
| Afstand      | Tijd  | Datum            | Plaats  |
| ------------ | ----- | ---------------- | ------- |
| 50m rugslag  | 22,88 | 15 november 2009 | Berlijn |
| 100m rugslag | 50,07 | 14 november 2009 | Berlijn |

### Langebaan
| Afstand      | Tijd  | Datum           | Plaats |
| ------------ | ----- | --------------- | ------ |
| 50m rugslag  | 24,24 | 2 augustus 2009 | Rome   |
| 100m rugslag | 52,26 | 28 juli 2009    | Rome   |